# Mesra
Mesra là một đô thị thuộc tỉnh Mostaganem, Algérie. Dân số thời điểm năm 2002 là 20.053 người.